# Müllerhartungstraße (Weimar)

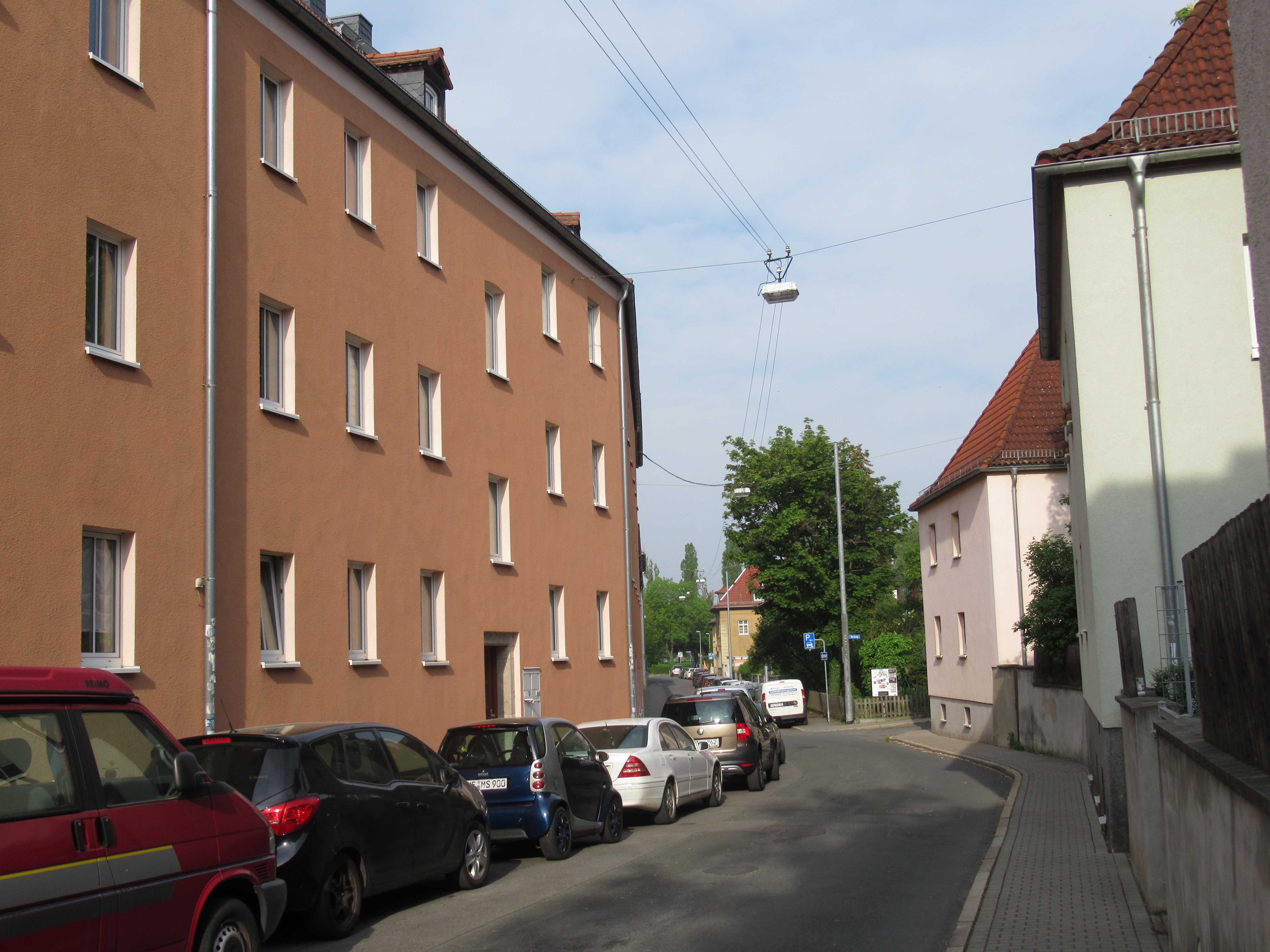
Müllerhartungstraße in Richtung Westen

In der Weimarer Nordvorstadt gibt es die nach dem Musikpädagogen und erstem Rektor der Hochschule für Musik Franz Liszt Weimar Carl Müllerhartung benannte Müllerhartungstraße. Die Müllerhartungstraße beginnt an der Falkstraße und endet an der Fuldaer Straße. Sie verläuft in Ost-West-Richtung. Sie ist Teil der nördlichen Begrenzung des Asbach-Grünzugs. Seit 1922 trägt die Straße den Namen.
In der Müllerhartungstraße 23 ist der Weimarer Polizeisportverein ansässig. Er ist Pächter der Sporthalle. Es wird u. a. Judo bzw. Fechten darin betrieben. Betreiber der Sporthalle ist die Stadtverwaltung Weimar. Dort befand sich einst das Schwimmbecken der alten Schwimmhalle, wo auch Wettkämpfe stattfanden.
In der Müllerhartungstraße und dem Torweg sind Reihenhäuser als "Volkshäuser" 1937/38 bzw. 1939 entstanden. Das erfolgte unter August Lehrmann.
Die Müllerhartungstraße in Schreibweise Müller-Hartung-Straße steht auf der Liste der Kulturdenkmale in Weimar (Sachgesamtheiten und Ensembles).